# Сигарилла
Сигариллы (исп. cigarrillos) — тонкие сигары в виде скрутки табачного листа, начинённого резаным табаком.

## История
Сигариллы появились в начале XVI века в Испании. Нищие горожане Севильи скручивали сигариллы из собранных ими окурков сигар. В конце XVIII века сигариллы обрели популярность и распространились в Португалию и Италию. Португальские торговцы стали вывозить их в Левант (Сирию, Ливан, Иорданию,  Палестину, Турцию) и Россию, а во времена наполеоновских войн (1799—1815) о сигариллах узнали французы и англичане.

## Описание
Начинка составляет 80 % сигариллы, рубашка (обёртка, часть табачного листа без средней жилки) 20 %. Ширина резаного табака составляет 1,0—1,5 мм, содержание табачной пыли не более 2,5 %. Начинка закатывается непосредственно в рубашку, край которой закрепляется клейстером. Технология производства и качество сигарилл соответствует сигарам второго сорта. Длина сигарилл 70 мм и более, диаметр 9 мм. Влажность 13 % (специальных условий хранения не требуют).
Курят сигариллы не затягиваясь. Аромат дыма выраженный сигарный с небольшой грубостью, вкус крепкий. Содержание никотина 3 %.

## Налогообложение
В Соединенных Штатах сигариллы (и сигары) облагаются более низким налогом, чем сигареты. В феврале 2009 года повышение с 5 центов до 40 центов за пачку в рамках законопроекта о расширении программы SCHIP установило ставку налога, аналогичную ставке на сигареты.